# Чимальтитан
Чимальтита́н (исп. Chimaltitán) — посёлок в Мексике, в штате Халиско, входит в состав одноименного муниципалитета и является его административным центром. Численность населения, по данным переписи 2020 года, составила 609 человек.

## Общие сведения
Название Chimaltitán с языка науатль можно перевести как: место щитов и кольчуг
В до-испанские времена регион был известен своим производством щитов и кольчуг. В нём проживали племена индейцев кора, уичоли и чичимеков.
В 1529 году регион был завоёван конкистадорами во главе с Педро Альминдесом Чирино.
В 1616 году священники Андрес де Медина и Педро дель Монте основали миссию, для евангелизации местного населения.
15 августа 1823 года Чимальтитану был присвоен статус посёлка.
Он расположен на севере штата Халиско в 230 км от столицы штата, города Гвадалахара.

## Население
| Год  | Численность | Численность |
| ---- | ----------- | ----------- |
| 2000 | 762         | [ 7 ]       |
| 2005 | 718         | [ 8 ]       |
| 2010 | 843         | [ 9 ]       |
| 2020 | 609         | [ 10 ]      |